# Бъндеришки чуки
Бъ̀ндеришките чу̀ки са група върхове в северната част на планината Пирин. Най-високият от тях е Бъндеришкият чукар, който е разположен на надморска височина от 2737 метра.
Групата върхове се намира на главното било между връх Възела от североизток и гребена Данчови караули от северозапад. Те са с формата на дъга, която е отворена на север към Бъндеришкия циркус. Освен Бъндеришкият чукар, другите върхове в групата нямат самостоятелни имена. Групата върхове са остри и имат скалисти върхове с отвесни склонове на север. Градежът им е от гранити.
Хижите „Вихрен“ и „Демяница“ са изходните точки за Бъндеришките чуки.